# Бронгер-Джонс, Бет
Бет Бро́нгер-Джонс (англ. Beth Bronger-Jones) — американская кёрлингистка.
В составе женской сборной США участница чемпионата мира 1987 (заняли пятое место). Чемпионка США среди женщин и среди смешанных команд
Играла в основном на позиции третьего.

## Достижения
- Чемпионат США по кёрлингу среди женщин: золото (1987).
- Чемпионат США по кёрлингу среди смешанных команд: золото (1985).
- Чемпионат США по кёрлингу среди ветеранов: серебро (2014).

## Команды
| Сезон                          | Четвёртый   | Третий            | Второй            | Первый            | Турниры                        |
| ------------------------------ | ----------- | ----------------- | ----------------- | ----------------- | ------------------------------ |
| 1986—87                        | Шэрон Гуд   | Джоан Фиш         | Бет Бронгер-Джонс | Айя Эдвардс       | ЧСШАЖ 1987 · ЧМ 1987 (5 место) |
| 2013—14                        | Шэрон Вукич | Linda Cornfield   | Miyo Konno        | Бет Бронгер-Джонс | ЧСШАВ 2014                     |
| 2014—15                        | Шэрон Вукич | Бет Бронгер-Джонс | Laurel Haigh Gore | Linda Cornfield   | ЧСШАВ 2015 (4 место)           |
| Кёрлинг среди смешанных команд |             |                   |                   |                   |                                |
| 1984—85                        | Даг Джонс   | Бет Бронгер-Джонс | Bob Anderson      | Cheryl Hardy      | ЧСШАСК 1985                    |

(скипы выделены полужирным шрифтом)